# Mena
|  | Per a altres significats, vegeu «Mena (desambiguació)». |

Una mena és una formació rocosa que conté minerals amb prou concentració per fer-la apta per a la mineria. Els materials continguts en la mena han de ser:
- valuosos,
- prou concentrats per justificar econòmicament la seva explotació, i
- extraïbles de la roca que els conté amb tècniques de processament de minerals.

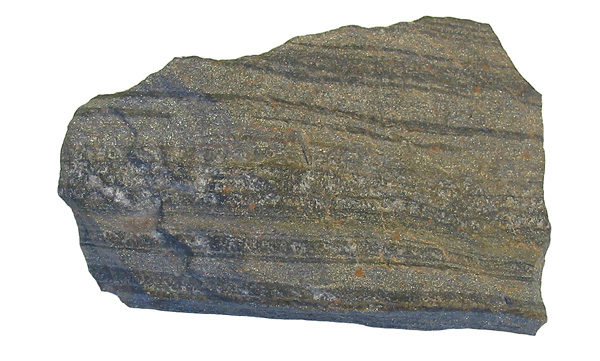
Mena de ferro

No es consideren menes els dipòsits minerals l'explotació dels quals no seria econòmicament o tècnicament viable. L'explotabilitat d'un dipòsit mineral sol considerar-se únicament des de la perspectiva econòmica. No obstant això, determinats materials l'extracció dels quals no seria viable econòmicament poden ser considerats valuosos en funció de valors estratègics, socials, tribals, etc. Ha estat el cas de l'ocre, d'algunes argiles i de pedres ornamentals a les quals s'han atribuït valors religiosos, culturals o sentimentals. En aquest cas, el valor econòmic del mineral extret és secundari.
Algunes mostres de menes en forma de cristall són excepcionalment belles, o amb exòtiques distribucions en estrats (visibles al tall o en el polit), o en presentacions metàl·liques tals com grans palletes o formacions cristal·lines de, per exemple, coure o or poden arribar a valors econòmics molt més alts dels corresponents al simple valor del mineral o metall en qüestió.
La mena és, doncs, una entitat econòmica, no física. Les fluctuacions dels preus dels minerals extraïbles determinen si una roca és prou valuosa i, per tant, es pot considerar mena. De manera similar, els costos d'extracció poden també fluctuar en funció dels costos de l'energia requerida, mà d'obra, etc., provocant l'abandó de mines actives.
El grau o concentració de mineral (o metall) en la mena, així com la seva disposició, afecten directament el cost associat a la seva extracció. El cost d'extracció, per tant, ha de ser comparat amb el valor del mineral o metall contingut per a determinar si l'extracció té sentit.
Les menes solen ser òxids, sulfurs, silicats, o metalls «natius» (com per exemple el coure) que no es troben comunament concentrats a l'escorça terrestre, o metalls "nobles" (que normalment no formen compostos) tals com l'or.

## Ganga
Associat al concepte de mena, està el de ganga. Es diu així al conjunt de minerals de ganga, és a dir els sense interès econòmic, que també constitueixen la mena. Com s'indica a dalt, els minerals de ganga se separen dels minerals de mena mitjançant el procés de concentració metal·lúrgica. Com que la mena, excepte estranya excepció, conté minerals de ganga, la llei del metall en la mena és més baixa que el contingut del metall en els minerals de mena. Així per exemple, la llei de la mena del gran jaciment de coure de Chuquicamata és de menys d'1% de Cu (i quantitats molt menors de Mo i Au) sota la forma principalment dels minerals de mena calcopirita i bornita. El més de 99% restant està constituït per la ganga, sent quars, pirita, feldespats i miques els minerals principals de ganga.
El concepte de ganga no s'ha de confondre amb el de roca estèril ("waste" en anglès) que és la roca no o pobrament mineralizada que ha de ser extreta per a poder explotar la mena. Per exemple en una mina a cel obert sovint fins a centenes de metres de desmunt poden haver de ser extrets fins a arribar a la mena que es vol explotar.

## Exemples de minerals de mena

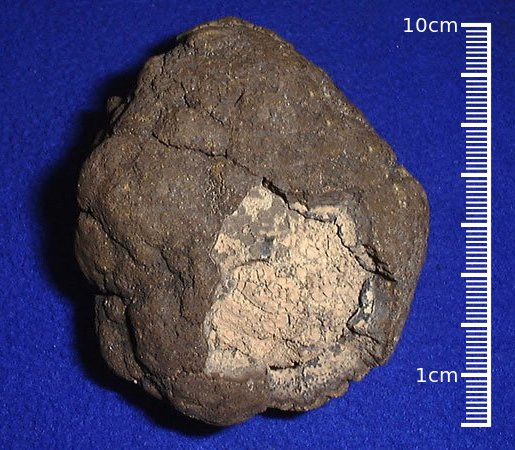
Mena de manganès

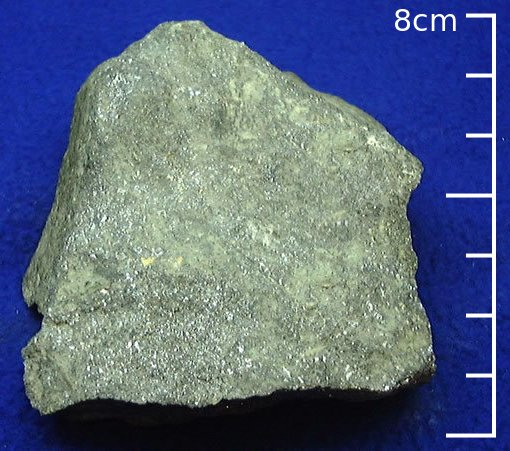
Mena de plom

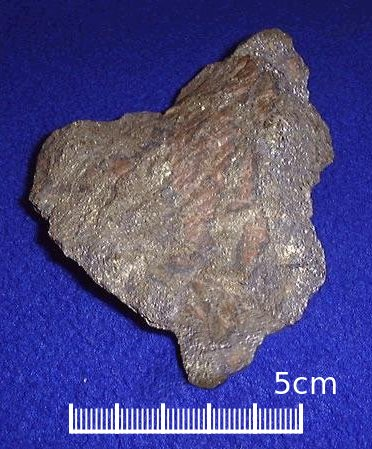
Mena d'or

Els minerals de mena són principalment, sulfurs, òxids, sulfats, carbonats, silicats així com els minerals elements or natiu i coure natiu (l'últim, rarament explotat). S'ha de tenir en compte que la llista següent és només il·lustrativa d'alguns minerals formats per elements d'interès econòmic. Així, per exemple, la font principal de germani no és l'estrany mineral germanita sinó esfalerita, mineral que sovint conté traces de germani.
Els minerals de mena són principalment, sulfurs, òxids, sulfats, carbonats, silicats així com els minerals elements or natiu i coure natiu (l'últim, rarament explotat). S'ha de tenir en compte que la llista següent és només il·lustrativa d'alguns minerals formats per elements d'interès econòmic. Així, per exemple, la font principal de germani no és l'estrany mineral germanita sinó esfalerita, mineral que sovint conté traces de germani.
| Mineral de mena     | Fórmula                                     | Element                            | Símbol |
| ------------------- | ------------------------------------------- | ---------------------------------- | ------ |
| Argentita           | Ag₂S                                        | per a l'obtenció de Plata          | Ag     |
| Baritina            | BaSO4                                       | Bari                               | Ba     |
| Gibbsita            | AlO(OH)                                     | per a l'obtenció d'Alumini         | Al     |
| Beril               | Be₃Al₂(SiO₃)6                               | Beril·li                           | Be     |
| Bornita             | Cu5FeS4                                     | Coure                              | Cu     |
| Cassiterita         | SnO₂                                        | Estany                             | Sn     |
| Calcocita           | Cu₂S                                        | per a l'obtenció de coure          |        |
| Calcopirita         | CuFeS₂                                      | Coure                              | Cu     |
| Siderita            | FeCO₃                                       | Ferro                              | Fe     |
| Cromita             | (Fe,Mg)Cr₂O4                                | per a l'obtenció de Crom           | Cr     |
| Cinabri             | HgS                                         | per a l'obtenció de Mercuri        | Hg     |
| Cobaltita           | CoAsS                                       | Cobalt                             | Co     |
| Coltan              | ~(Fe,Mn)(Nb,Ta)₂O6 (mescla de minerals)     | per a l'obtenció de Tàntal         | Ta     |
| Cuprita             | Cu₂O                                        | Coure                              | Cu     |
| Galena              | PbS                                         | per a l'obtenció de Plom           | Pb     |
| magnetita           | Fe₂O₃                                       | Ferro                              | Fe     |
| Ilmenita            | FeTiO₃                                      | Titani                             | Tu     |
| Limonita            | ~FeO(OH)·nH₂O (mescla de diversos minerals) | Ferro                              | Fe     |
| Magnetita           | Fe₃O4                                       | Ferro                              | Fe     |
| Molibdenita         | MoS₂                                        | Molibdè                            | Mo     |
| Pentlandita         | (Fe,Ni)9S8                                  | Níquel                             | Ni     |
| Pirolusita          | MnO₂                                        | Manganès                           | Mn     |
| Scheelita           | CaWO4                                       | Wolframi                           |        |
| Esfalerita o blenda | ZnS                                         | Zinc                               | Zn     |
| Uraninita           | UO₂                                         | per a l'obtenció d'urani metàl·lic | W      |
| Wolframita          | (Fe,Mn)WO4                                  | per a l'obtenció de Wolframi       | W      |
| Bórax               | Na₂B4O7·10H₂O                               | Bor                                | B      |
| Fluorita            | CaF₂                                        | Fluor                              | F      |
| Halita              | NaCl                                        | Sodi                               | Na     |
| Dolomia             | CaMg(CO₃)₂                                  | Magnesi                            | Mg     |
| Magnesita           | MgCO₃                                       | Magnesi                            | Mg     |
| Apatita             | Ca5(PO4)₃                                   | Fòsfor                             | P      |
| Pirita              | FeS₂                                        | Sofre                              | S      |
| Silvina             | KCl                                         | Potassi                            | K      |
| Carnal·lita         | KMgCl₃                                      | Potassi                            | K      |
| Rútil               | TiO₂                                        | Titani                             | Tu     |
| Patronita           | VS4                                         | Vanadi                             | V      |
| Germanita           | Cu13Ge2Fe2S16                               | Germani                            | Ge     |
| Arsenopirita        | FeAsS                                       | Arsènic                            | As     |
| Celestina           | SrSO4                                       | Estronci                           | Sr     |
| Estroncianita       | SrCO₃                                       | Estronci                           | Sr     |
| Gadolinita          | (Ce,La,Nd,I)₂FeBe₂Si₂O10                    | Itri                               | I      |
| Zircó               | ZrSiO4                                      | Zirconio                           | Zr     |
| Columbita (coltan)  | (Fe,Mn)Nb₂O6                                | Niobi                              | Nb     |
| Estibina            | Sb₂S₃                                       | Antimoni                           | Sb     |
| Cerita              | Ce9Fe(SiO4)6(SiO₃)(OH)₃                     | Ceri                               | Ce     |
| Thorite             | (Th,O)SiO4                                  | Tori                               | Th     |
| Hematita            | Fe₂O₃                                       | [ 24 ]                             |        |
| Or                  | Au                                          | habitualment associat amb quars    |        |